# José Manuel Lorenzo
José Manuel Lorenzo Torres (Pontevedra, España, 29 de mayo de 1959) es un actor y productor cinematográfico y televisivo.

## Trayectoria
Estudió Ingeniería Industrial, titulándose por la Escuela Técnica Superior de Ingeniería y Diseño Industrial (Universidad Politécnica de Madrid). Sin embargo, ha dedicado la mayor parte de su trayectoria profesional al mundo audiovisual, en labores de producción y como directivo en diversas cadenas de televisión.
En un principio encaminó su trabajo hacia el terreno técnico en que se había formado, como ingeniero de Sistemas y jefe de Válvulas en la central nuclear de Trillo. Tras realizar un máster en marketing televisivo en la Universidad Estatal de San Diego, se incorporó primero a CBS/Fox España y seguidamente a Televisión Española en ambos casos como director comercial. Su siguiente paso profesional fue como vicedirector de Publiespaña, empresa que gestiona la publicidad en Mediaset España.
En septiembre de 1993 fue contratado por Antena 3 para el cargo de director general comercial hasta que en marzo de 1995 fue designado director general. 
Entre el 4 de junio de 1998 y enero de 2004 ejerció la dirección general de Canal+. Al mismo tiempo, participó como actor en películas como Antártida de Manuel Huerga, El espinazo del diablo de Guillermo del Toro, Gitano de Manuel Palacios, Sin noticias de Dios de Agustín Díaz Yanes.
Tras salir de Canal+ se dedicó a labores de producción, con la fundación de la productora Drive Televisión, que comprendió el musical Hoy no me puedo levantar (2005) y la película Un franco, 14 pesetas (2006). Con esta compañía pasó a formar parte del primer accionariado de La Sexta.

Posteriormente fue presidente de la productora Boomerang TV. Después produjo las películas Santos de Nicolás López y Sólo quiero caminar de Agustín Díaz Yanes. 

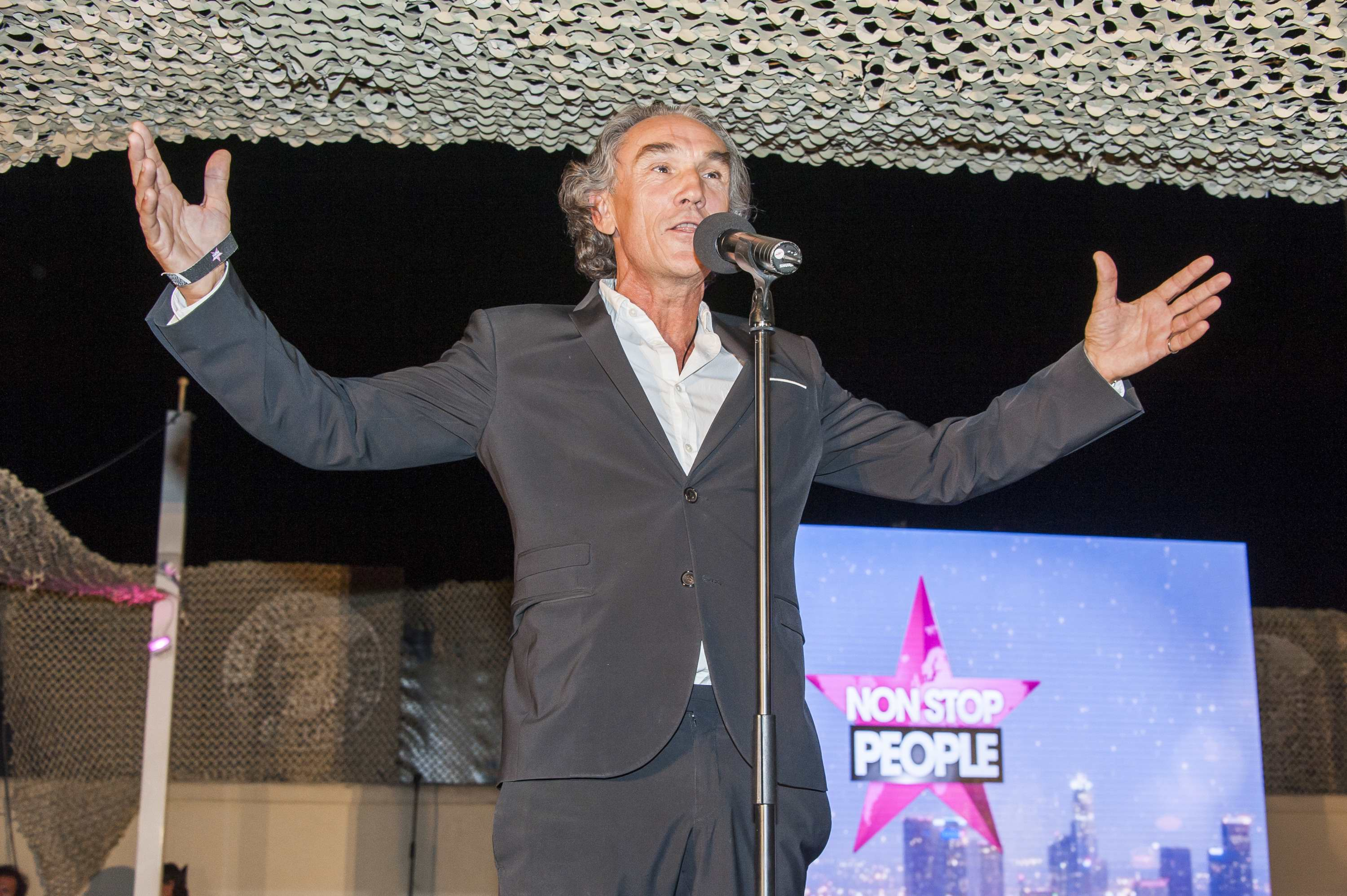
José Manuel Lorenzo en la fiesta de lanzamiento de Non Stop People en 2015.

En 2011 fundó DLO Producciones, compañía de la que fue presidente desde su creación y que en 2015 se fusionó con Magnolia TV, formando Dlo/Magnolia, productora audiovisual de ficción y entretenimiento en cine y televisión. Estas compañías forman parte de Banijay Group desde 2017. José Manuel Lorenzo es también presidente de PATE (Productoras Asociadas de Televisión de España).
En 2011 produjo El ángel de Budapest para RTVE, Premio Ondas a la mejor miniserie en 2012; en 2012, la serie Familia interpretada por Santiago Ramos y Alexandra Jiménez y en 2013 la miniserie Mario Conde, los días de gloria, basada en el libro homónimo del banquero.
En 2015 produjo la adaptación española de la serie argentina El hombre de tu vida para RTVE, protagonizada por José Mota, Malena Alterio, Paco Tous y Norma Ruiz y Las aventuras del Capitán Alatriste, basada en los libros de Arturo Pérez Reverte, para Mediaset en coproducción con Beta Film.
Entre 2016 y 2019 produjo el programa La vida secreta de los niños (Movistar Plus+); en 2017 estrenó Señor, dame paciencia, dirigida por Álvaro Díaz Lorenzo y protagonizada por Jordi Sánchez y Rossy de Palma, que fue una de las películas más taquilleras de ese año, el exitoso Joc de cartes para TV3 y Maneras de educar, Jugando con las estrellas y Hotel románticopara RTVE; entre 2017 y 2021 los programas Cero en Historia y Radio Gaga (Premio Ondas a mejor programa de actualidad en 2018) y en 2018 Cosas de la edad, los tres últimos para Movistar Plus+. Ese año también estuvo detrás de Cases d’algú en TV3, de La cuenta por favoren Telemadrid y de Juego de cartas para ETB2.
Entre 2019 y 2023 produjo La caza para RTVE, serie estrenada en España e Italia. Este thriller policíaco obtuvo el premio del público en el Festival de Televisión de Luchon o el premio FesTVal 2019, entre otros reconocimientos. En 2019 produjo el largometraje Los Japón, presentado en el Festival de Málaga y protagonizado por Dani Rovira y María León, Ni superhéroes ni princesas para Movistar Plus+ y Cartes en joc (À Punt). En 2020 se encargó de la producción de Dime quién soy, la primera serie internacional de Movistar Plus+, adaptación del bestseller homónimo de Julia Navarro.
En 2022 estrenó El inmortal, serie de televisión inspirada en la banda ‘Los Miami’, primera coproducción de Movistar Plus+ y Telemundo Global Studios para el mercado latinoamericano. 
En el sector de documentales ha producido El Pacificador (2003), Ángel Nieto: 12 +1 (2005), 72 horas: del 11M al 14M (2005), Ciudadano Chen (2006) y Planeta Zara (2007).

## Vida privada
Es hijo de Erundino Lorenzo Rey (Quireza, Cerdedo-Cotobade, 7/8/1929-Pontevedra, 4/9/2024), que fue director del colegio público Ciudad Infantil Príncipe Felipe en Montecelo (Pontevedra) y María del Carmen Torres Ferrer (Pontevedra, 1/9/1931), profesora de Educación Especial. Es el segundo de cuatro hermanos, Gerardo (empresario), Francis (actor) y Miguel (político). Está casado con la artista plástica Olga Andrino de Diego, que ha llevado su obra por América y Europa. Tienen dos hijos, Daniel y Gimena Lorenzo Andrino. 